# 東郭姓
東郭姓為漢字複姓之一，在《百家姓》中排名468位，源自姜姓，齊桓公子嗣分別居住在城郭外，居於東邊城郭的子嗣被稱為「東郭大夫」，其後人以「東郭」為氏，奉齊桓公為始祖。

## 延伸阅读
[在维基数据编辑]
 《百家姓》
 《欽定古今圖書集成·明倫彙編·氏族典·東郭姓部》，出自陈梦雷《古今圖書集成》